# Роби, Карл
Карл Джозеф Роби III (англ. Carl Joseph Robie III, 12 мая 1945, Дарби, штат Пенсильвания, США — 30 ноября 2011) — американский пловец, олимпийский чемпион Игр в Мехико (1968) на дистанции 200 м баттерфляем.
Четырехкратный рекордсмен мира в плавании на 200 м баттерфляем — 2.12,6 (1961), 2.12,4, 2.10,8 (1962), 2.08,2 (1963). Чемпион Летних игр в Мехико (1968) на дистанции 200 м баттерфляем (2.08,7). Серебряный призёр Игр в Токио (1964) на той же дистанции (2.07,5). Победитель Панамериканских игр 1963 г. на 200 м баттерфляем (2.11,3).
В 1976 г. он был введен в Зал славы мирового плавания.